# Simon Tahamata
Simon Melkianus Tahamata (Vught, 26 mei 1956) is een voormalig voetballer van Zuid-Molukse afkomst, die zowel voor Nederlandse als Belgische clubs speelde. Daarnaast kwam hij 22 keer uit voor het Nederlands elftal, waarvoor hij twee doelpunten maakte. Tahamata werd in Nederland geboren, maar nam in 1990 de Belgische nationaliteit aan.

## Clubcarrière
Als jeugdspeler voetbalde Tahamata bij Theole uit Tiel en de Molukse vereniging SC CHANS (Sport Club Ceram-Haruku-Ambon-Nusalaut-Saparua) die eerst alleen informeel speelde en later in competitieverband geïntegreerd werd bij Theole.
In 1971 mocht hij via een jeugdleider van Theole op proef spelen bij Ajax en werd aangenomen voor de jeugdopleiding. Hij maakte zijn debuut voor het eerste van Ajax in de Eredivisie op 24 oktober 1976 (Ajax–FC Utrecht; 7–0). Met Ajax werd hij driemaal landskampioen (1976/77, 1978/79, 1979/80) en eenmaal tweede (1977/78). Met Ajax speelde hij drie bekerfinales (1977/78, 1978/79, 1979/80), waarvan de middelste werd gewonnen. Tahamata bereikte met Ajax de halve finale in het Europacup I-toernooi, seizoen 1979/80. Bij de Ballon d'Or-verkiezingen voor Europees voetballer van het jaar in 1979, georganiseerd door het Franse voetbalmagazine France Football, kwam Simon Tahamata tot een gedeelde 21ste plaats, met twee punten (tweede seizoenshelft 1978/79 + 1ste seizoenshelft 1979/80).
Half juli 1980 vertrok hij vanuit Amsterdam naar België. Daar speelde de zwervende linkerspits bij Standard Luik. Met deze club werd hij tweemaal landskampioen (1981/82 en 1982/83). Met Standard won hij eenmaal de Beker van België (1980/81). Tahamata bereikte met Standard de finale van het Europacup II-toernooi (1981/82). Medio 1984 keerde hij terug naar Nederland om bij Feyenoord te spelen. Vanaf medio 1987 speelde hij opnieuw in de Belgische competitie, achtereenvolgens bij Beerschot en Germinal Ekeren. Met Germinal bereikte hij nogmaals de finale van de Beker van België (1994/95). Tahamata sloot zijn actieve loopbaan af op 40-jarige leeftijd in 1996.
Dieptepunt in zijn carrière was zijn betrokkenheid bij een omkoopschandaal in België, de Zaak-Bellemans, die hem uiteindelijk een schorsing van negen maanden opleverde.

## Molukse acties
Tahamata had sympathie voor de Molukse acties in de jaren 70, zoals in Drenthe de treinkapingen bij Wijster (december 1975) en De Punt (mei 1977) maar niet de gijzeling van schoolklassen in Bovensmilde ”van kinderen blijf je af”. Hij gaf ook uiting aan zijn positieve gevoelens over de gijzelnemers, die hij beschouwt als martelaren voor een Molukse staat, wat hem niet altijd in dank werd afgenomen bij Nederlanders.
Tahamata was de eerste Molukse voetballer in de selectie van het Nederlands elftal. Vaak verscheen hij ook in het shirt van het Moluks voetbalelftal. Hij werd door de Molukse gemeenschap gezien als ambassadeur, mede vanwege het feit dat hij zijn afkomst nooit verloochende. Tahamata was eveneens een van de initiatiefnemers van de toer door Indonesië met de Molukse selectie van de KNVB. Dit elftal dat de bijnaam Tunas Muda kreeg, speelde in juni 1988 zes wedstrijden in Indonesië, waaronder een in Ambon.
Nadat presentator Harry Vermeegen hem in 1994 in het televisieprogramma  Die 2: Nieuwe Koeien vragen stelde over zijn Nederlandse en Belgische nationaliteit, stelde Tahamata: "Bovenal ben ik Molukker".

In 2012 was hij betrokken bij de oprichting van een voetbalschool op de Molukken, waar hij samen met Joop Kols en de broers Jim en Bert Pentury de voetbalopleiding vorm gaf.
In 2021 was Tahamata te zien in de serie Molukkers in Nederland van Coen Verbraak.

## Interlandcarrière
Tahamata debuteerde voor het Nederlands elftal op 22 mei 1979 in Bern, Zwitserland in de jubileumwedstrijd ter ere van het 75-jarig bestaan van de FIFA tegen Argentinië. Gedurende zijn spelerscarrière kwam hij nog 21 keer uit voor het Nederlands elftal en maakte hij twee doelpunten. Hij speelde zijn laatste interland op 21 december 1986 in het Cypriotische Limassol, uit tegen Cyprus.

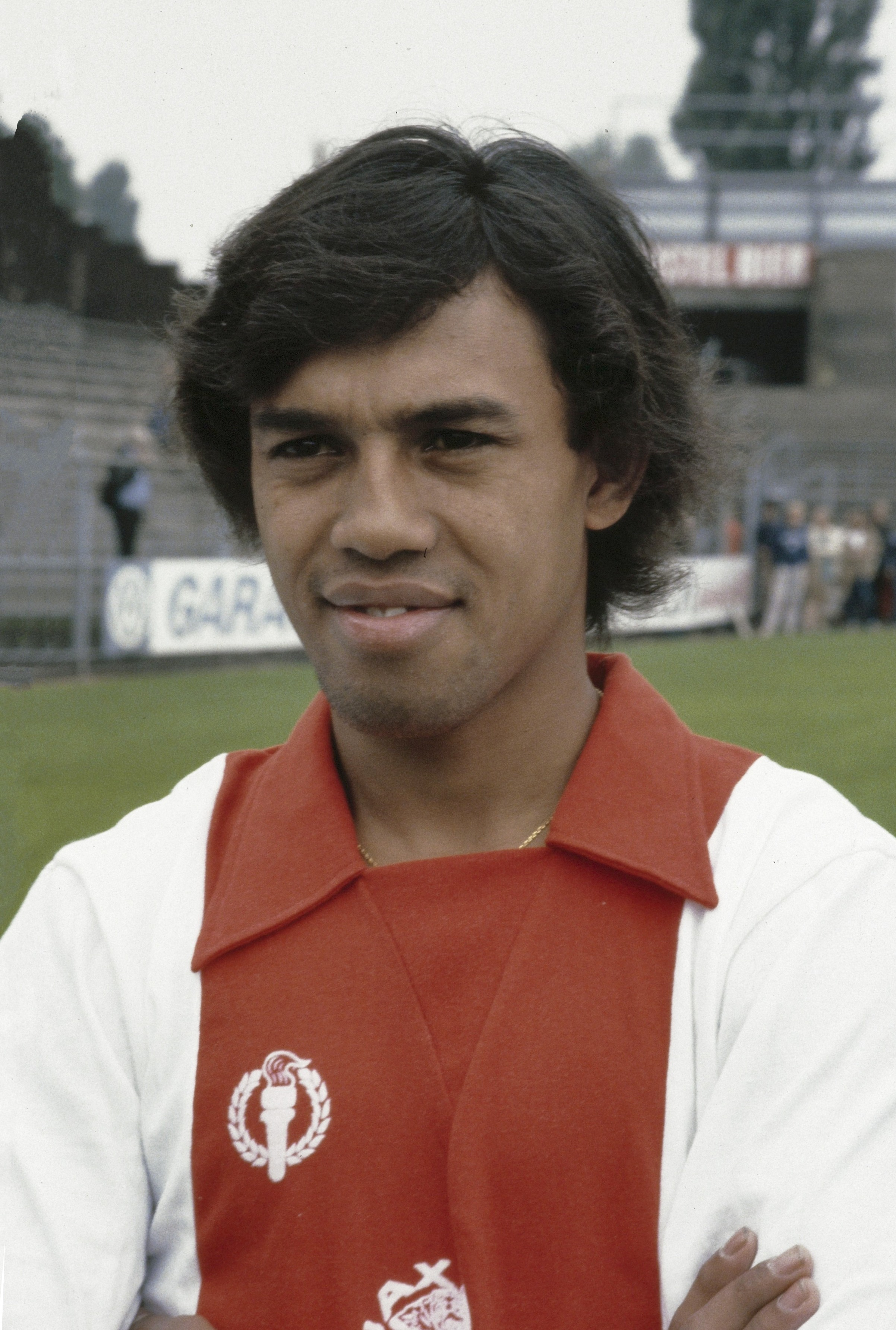
Simon Tahamata op 24 juli 1979, tijdens perspresentatie Ajax seizoen 1979-1980, in de zeldzame, alleen in dit seizoen gedragen Cor du Buy-kleding

| Interlands van Simon Tahamata | Interlands van Simon Tahamata | Interlands van Simon Tahamata              | Interlands van Simon Tahamata | Interlands van Simon Tahamata | Interlands van Simon Tahamata |
| №                             | Datum                         | Wedstrijd                                  | Uitslag                       | Competitie                    | Goals                         |
| Als speler van Ajax           | Als speler van Ajax           | Als speler van Ajax                        | Als speler van Ajax           | Als speler van Ajax           | Als speler van Ajax           |
| ----------------------------- | ----------------------------- | ------------------------------------------ | ----------------------------- | ----------------------------- | ----------------------------- |
| 1                             | 22 mei 1979                   | Argentinië – Nederland                     | 0 – 0                         | Vriendschappelijk             | 0                             |
| 2                             | 5 september 1979              | IJsland – Nederland                        | 0 – 4                         | EK-kwalificatie               | 0                             |
| 3                             | 26 september 1979             | Nederland – België                         | 1 – 0                         | Vriendschappelijk             | 0                             |
| 4                             | 17 oktober 1979               | Nederland – Polen                          | 1 – 1                         | EK-kwalificatie               | 0                             |
| 5                             | 21 november 1979              | Duitse Democratische Republiek – Nederland | 2 – 3                         | EK-kwalificatie               | 0                             |
| 6                             | 23 januari 1980               | Spanje – Nederland                         | 1 – 0                         | Vriendschappelijk             | 0                             |
| Als speler van Standard Luik  |                               |                                            |                               |                               |                               |
| 7                             | 10 september 1980             | Ierland – Nederland                        | 2 – 1                         | WK-kwalificatie               | 57'                           |
| 8                             | 19 november 1980              | België – Nederland                         | 1 – 0                         | WK-kwalificatie               | 0                             |
| 9                             | 29 april 1981                 | Cyprus – Nederland                         | 0 – 1                         | WK-kwalificatie               | 0                             |
| 10                            | 18 november 1981              | Frankrijk – Nederland                      | 2 – 0                         | WK-kwalificatie               | 0                             |
| 11                            | 23 maart 1982                 | Schotland – Nederland                      | 2 – 1                         | Vriendschappelijk             | 0                             |
| 12                            | 25 mei 1982                   | Engeland – Nederland                       | 2 – 0                         | Vriendschappelijk             | 0                             |
| 13                            | 10 november 1982              | Nederland – Frankrijk                      | 1 – 2                         | Vriendschappelijk             | 6'                            |
| Als speler van Feyenoord      |                               |                                            |                               |                               |                               |
| 14                            | 27 februari 1985              | Nederland – Cyprus                         | 7 – 1                         | WK-kwalificatie               | 0                             |
| 15                            | 1 mei 1985                    | Nederland – Oostenrijk                     | 1 – 1                         | WK-kwalificatie               | 0                             |
| 16                            | 14 mei 1985                   | Hongarije – Nederland                      | 0 – 1                         | WK-kwalificatie               | 0                             |
| 17                            | 4 september 1985              | Nederland – Bulgarije                      | 1 – 0                         | Vriendschappelijk             | 0                             |
| 18                            | 16 oktober 1985               | België – Nederland                         | 1 – 0                         | WK-kwalificatie               | 0                             |
| 19                            | 20 november 1985              | Nederland – België                         | 2 – 1                         | EK-kwalificatie               | 0                             |
| 20                            | 15 oktober 1986               | Hongarije – Nederland                      | 0 – 1                         | EK-kwalificatie               | 0                             |
| 21                            | 19 november 1986              | Nederland – Polen                          | 0 – 0                         | EK-kwalificatie               | 0                             |
| 22                            | 21 december 1986              | Cyprus – Nederland                         | 0 – 2                         | EK-kwalificatie               | 0                             |

## Trainerscarrière
Na zijn actieve loopbaan als voetballer ging Tahamata aan de slag als jeugdtrainer bij Standard Luik, Germinal Beerschot en Ajax. Daarnaast kwam hij ook uit voor het gelegenheidselftal van oud-Ajacieden 'Lucky Ajax'. Sinds mei 2009 was hij actief als techniektrainer voor de elftallen van onder 10 tot en met onder 15 bij het Arabische Al-Ahli. Tahamata keerde per 1 oktober 2014 terug bij Ajax. Hij ging aan de slag als techniektrainer en verzorgde individuele trainingen specifiek gericht op de buitenspelers bij de jeugdopleiding van de Amsterdamse voetbalclub. Sinds september 2015 heeft hij naast zijn werkzaamheden bij Ajax ook een voetbalacademie, Simon Tahamata Soccer Academy genaamd, waar 8- tot en met 14-jarigen met een 'moeilijker' karakter en/of culturele achtergrond een individueel ontwikkelingsplan wordt aangeboden. De door de STSA gegeven specifieke trainingen dragen bij aan de ontwikkeling van de speler en hebben als doel het maximale te halen uit de voetbalkwaliteiten én uit het karakter van deze talentvolle spelers. Tahamata verliet Ajax eind februari 2024. De oud-speler ging in Berlijn tot april 2025 aan de slag als jeugdtrainer en opleider bij de Deutsche Football Academy.
Vanaf juni 2025 is Simon Tahamata actief als hoofd scouting voor de PSSI, waar hij voor het Indonesisch elftal jeugdspelers zal scouten en het netwerk van de jeugdopleidingen zal gaan verbeteren.

## Clubstatistieken
| Seizoen | Club            | Land               | Competitie    | Duels | Goals |
| ------- | --------------- | ------------------ | ------------- | ----- | ----- |
| 1976/77 | Ajax            | Vlag van Nederland | Eredivisie    | 15    | 0     |
| 1977/78 | Ajax            | Vlag van Nederland | Eredivisie    | 29    | 2     |
| 1978/79 | Ajax            | Vlag van Nederland | Eredivisie    | 32    | 4     |
| 1979/80 | Ajax            | Vlag van Nederland | Eredivisie    | 33    | 8     |
| 1980/81 | Standard Luik   | Vlag van België    | Eerste Klasse | 33    | 4     |
| 1981/82 | Standard Luik   | Vlag van België    | Eerste Klasse | 34    | 12    |
| 1982/83 | Standard Luik   | Vlag van België    | Eerste Klasse | 34    | 19    |
| 1983/84 | Standard Luik   | Vlag van België    | Eerste Klasse | 28    | 5     |
| 1984/85 | Feyenoord       | Vlag van Nederland | Eredivisie    | 19    | 7     |
| 1985/86 | Feyenoord       | Vlag van Nederland | Eredivisie    | 34    | 6     |
| 1986/87 | Feyenoord       | Vlag van Nederland | Eredivisie    | 34    | 16    |
| 1987/88 | Beerschot       | Vlag van België    | Eerste Klasse | 34    | 6     |
| 1988/89 | Beerschot       | Vlag van België    | Eerste Klasse | 32    | 3     |
| 1989/90 | Beerschot       | Vlag van België    | Eerste Klasse | 33    | 3     |
| 1990/91 | Germinal Ekeren | Vlag van België    | Eerste Klasse | 34    | 6     |
| 1991/92 | Germinal Ekeren | Vlag van België    | Eerste Klasse | 32    | 4     |
| 1992/93 | Germinal Ekeren | Vlag van België    | Eerste Klasse | 27    | 2     |
| 1993/94 | Germinal Ekeren | Vlag van België    | Eerste Klasse | 33    | 5     |
| 1994/95 | Germinal Ekeren | Vlag van België    | Eerste Klasse | 31    | 2     |
| 1995/96 | Germinal Ekeren | Vlag van België    | Eerste Klasse | 23    | 0     |
| Totaal  | Totaal          | Totaal             | Totaal        | 604   | 114   |

## Erelijst
Ajax
- Eredivisie: 1976/77, 1978/79, 1979/80
- KNVB beker: 1978/79

 Standard Luik
- Eerste Klasse: 1981/82, 1982/83
- Beker van België: 1980/81
- Belgische Supercup: 1981, 1983
- Intertoto Cup: 1980, 1982 (groepswinnaar)

Individueel
- Man van het Seizoen: 1991
- Fair-Playprijs: 1994, 1995

## Trivia
- Tahamata werd geboren in woonoord Lunetten, een deel van Kamp Vught, waar zijn ouders, voormalig KNIL-militair Lambert Tahamata en zijn vrouw Octovina Leatemia, waren geïnterneerd na hun vertrek uit Ambon.
- In 1979 nam Tahamata de single We gaan naar Rome toe op.
- Arriva rijdt in de Achterhoek met treinstel 10254, dat de naam 'Simon Tahamata' draagt.
- In 2018 verscheen een biografie over Tahamata van de hand van Tonny van der Mee, Simon Tahamata: de kleine dribbelaar.